# أحمد مجدي (لاعب كرة قدم مواليد 1989)
أحمد مجدي سعد محمد (9 ديسمبر 1989 - )، من مواليد مدينة المحلة في محافظة الغربية، هو لاعب كرة قدم مصري يلعب حاليًا لصالح نادي بايونيرز في مركز الجناح الأيسر.
شارك مع المنتخب المصري في بطولة أفريقيا للمنتخبات تحت 23 سنة عام 2011 والمؤهلة لأولمبياد لندن 2012، وحصل مع المنتخب على المركز الثالث والميدالية البرونزية وساعد مصر على التأهل للأولمبياد، أحرز هدفاً في مرمى الجابون في المباراة الأولى للفريقين في البطولة.

## روابط خارجية
- أحمد مجدي (لاعب كرة قدم مواليد 1989) على موقع قاعدة بيانات كرة القدم.إي يو (الإنجليزية)
- أحمد مجدي (لاعب كرة قدم مواليد 1989) على موقع عالم كرة القدم.نت (الإنجليزية)
- أحمد مجدي (لاعب كرة قدم مواليد 1989) على موقع أوليمبيديا (الإنجليزية)